# Torilis leptophylla
Torilis leptophylla é uma espécie de planta com flor pertencente à família Apiaceae.
A autoridade científica da espécie é (L.) Rchb.f., tendo sido publicada em Icones florae germanicae et helveticae 21: 83, t. 169.

## Portugal
Trata-se de uma espécie presente no território português, nomeadamente em Portugal Continental.
Em termos de naturalidade é nativa da região atrás indicada.

## Protecção
Não se encontra protegida por legislação portuguesa ou da Comunidade Europeia.